# Nemipteridae
Nemipteridae är en familj av fiskar. Nemipteridae ingår i ordningen abborrartade fiskar (Perciformes). Enligt Catalogue of Life omfattar familjen Nemipteridae 65 arter.
Dessa fiskar lever i tropiska och subtropiska havsområden i Indiska oceanen och Stilla havet. De äter vanligen mindre fiskar, kräftdjur och blötdjur. Några familjemedlemmar har plankton som föda. I släktet Scolopsis är några arter hermafroditer.
Släkten enligt Catalogue of Life:
- Nemipterus
- Parascolopsis
- Pentapodus
- Scaevius
- Scolopsis